# Пономарьовський район
Пономарьо́вський район (рос. Пономарёвский район) — муніципальний район Оренбурзької області Російської Федерації.
Адміністративний центр — село Пономарьовка.

## Географія
Район розташований в північно-західній частині Оренбурзької області та межує: на півночі — з Башкортостаном і Абдулинським районом, на південному сході — з Шарлицьким, на півдні — з Александровським, на південному заході — з Червоногвардійським, заході — з Матвієвським районами області.

## Історія
Пономарьовський район утворений 14 липня 1928 року у складі Середньоволзької області.

## Населення
Населення — 13514 осіб (2019; 15463 в 2010, 17790 у 2002).

## Адміністративний поділ
Район адміністративно поділяється на 15 сільських поселень:
| Поселення                        | Площа, км² | Населення, осіб (2002) | Населення, осіб (2010) | Населення, осіб (2019) | Центр           | Населені пункти |
| -------------------------------- | ---------- | ---------------------- | ---------------------- | ---------------------- | --------------- | --------------- |
| Борисовська сільська рада        | 62,25      | 443                    | 402                    | 332                    | Борисовка       | 1               |
| Воздвиженська сільська рада      | 166,97     | 955                    | 692                    | 536                    | Воздвиженка     | 2               |
| Дьоминська сільська рада         | 20,02      | 330                    | 656                    | 774                    | Ріка Дьома      | 1               |
| Дюсьметьєвська сільська рада     | 145,75     | 1136                   | 878                    | 650                    | Дюсьметьєво     | 2               |
| Єфремово-Зиковська сільська рада | 125,95     | 637                    | 503                    | 370                    | Єфремово-Зиково | 3               |
| Ключовська сільська рада         | 141,13     | 651                    | 468                    | 369                    | Ключовка        | 4               |
| Максимовська сільська рада       | 81,23      | 513                    | 317                    | 219                    | Максимовка      | 3               |
| Наурузовська сільська рада       | 109,80     | 1937                   | 1697                   | 1437                   | Наурузово       | 3               |
| Нижньокузлинська сільська рада   | 117,74     | 692                    | 494                    | 365                    | Нижні Кузли     | 3               |
| Пономарьовська сільська рада     | 172,25     | 5442                   | 5227                   | 5051                   | Пономарьовка    | 2               |
| Рівнинна сільська рада           | 243,23     | 1023                   | 830                    | 649                    | Рівнинний       | 3               |
| Романовська сільська рада        | 182,12     | 661                    | 391                    | 249                    | Романовка       | 1               |
| Семеновська сільська рада        | 69,79      | 420                    | 374                    | 323                    | Семеновка       | 1               |
| Софієвська сільська рада         | 130,58     | 1739                   | 1597                   | 1451                   | Софієвка        | 1               |
| Фадеєвська сільська рада         | 300,23     | 1211                   | 937                    | 739                    | Фадеєвський     | 4               |

2013 року була ліквідована Алексієвська сільська рада, територія увійшла до складу Дюсьметьєвської сільради.

## Найбільші населені пункти
Нижче подано перелік населених пунктів з чисельність населення понад 1000 осіб:
| № | Населений пункт | Населення, осіб (2002) | Населення, осіб (2010) |
| - | --------------- | ---------------------- | ---------------------- |
| 1 | Пономарьовка    | 5405                   | 5200                   |
| 2 | Наурузово       | 1919                   | 1688                   |
| 3 | Софієвка        | 1739                   | 1597                   |

## Господарство
Сільськогосподарські угіддя займають — 185330 га, в тому числі: 131985 га ріллі, пасовищ — 46034 га, сіножатей — 7318 га.
З промисловості розвивається видобувна — в районі відкрито 13 родовищ нафти.